# Porto da Praínha do Galeão

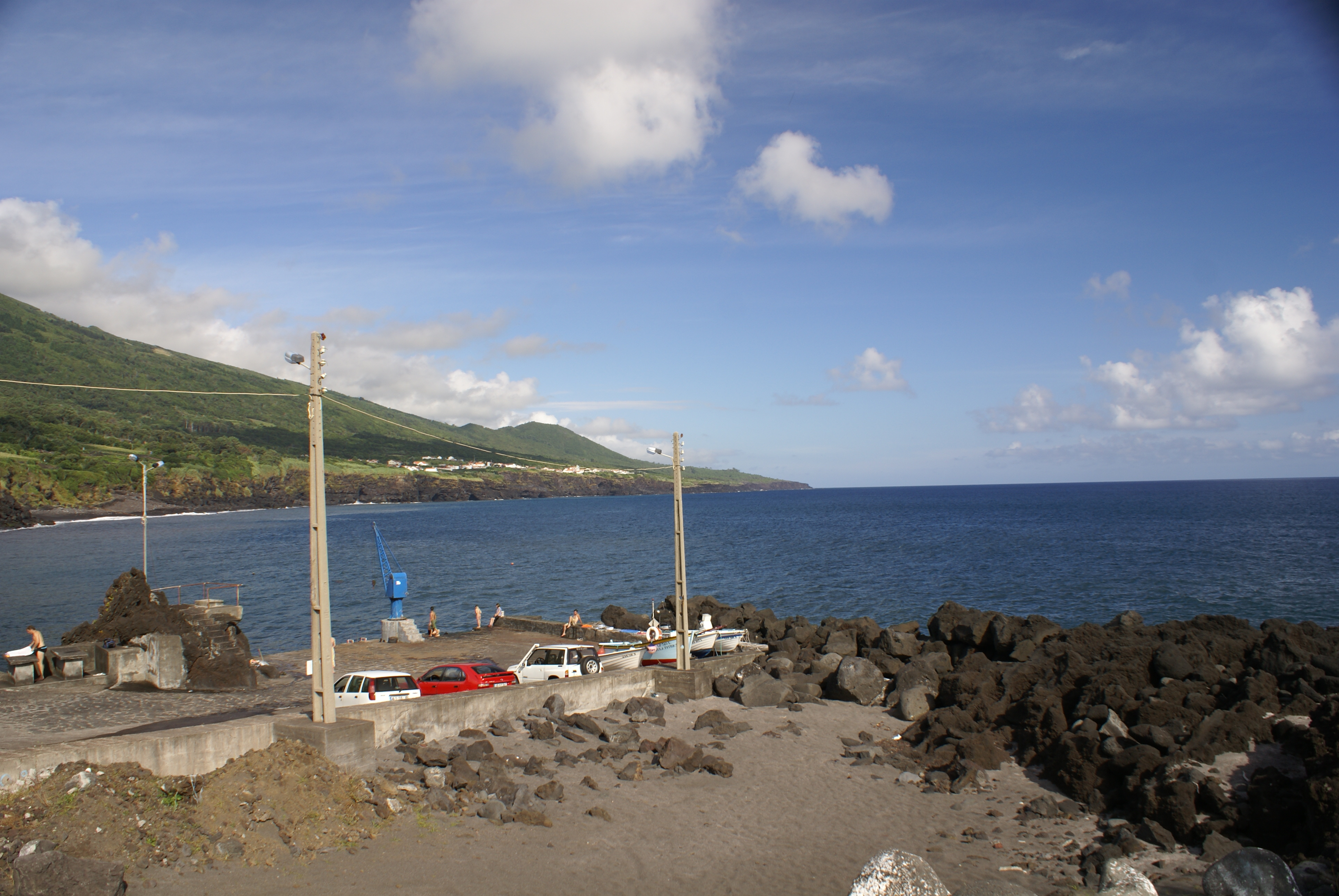
Porto da Prainha do Galeão, Pico.

O Porto da Prainha do Galeão localiza-se no lugar do Galeão, freguesia de São Caetano, no concelho da Madalena do Pico, na ilha do Pico, nos Açores.
O local também é conhecido como "Prainha do Sul" ou "Prainha do Galeão", toponímia que perpetua a construção neste local de um galeão, por iniciativa de Garcia Gonçalves Madruga no século XVI, de modo a saldar débitos com João III de Portugal.
Esta instalação portuária é principalmente usada para fins piscatórios e de recreio.